# Sindrome di Hughes-Stovin
La sindrome di Hughes-Stovin è un raro disordine autoimmune a eziologia sconosciuta, caratterizzato da aneurismi multipli dell'arteria polmonare e trombosi venosa profonda.

## Storia
Il nome deriva dai due medici britannici John Patterson Hughes e Peter George Ingle Stovin che per primi hanno descritto la malattia nel 1959.

## Eziologia
Le cause della malattia sono sconosciute. Si ritiene sia una variante rara della sindrome di Behçet che colpisce soprattutto il sistema circolatorio. È una variante rara della malattia di Behçet, che comporta problemi più generali al sistema circolatorio. La maggior parte dei pazienti sono giovani maschi adulti di età compresa tra 20 e 40 anni. Le manifestazioni cliniche comuni includono febbre, tosse, dispnea ed emottisi. Le caratteristiche radiologiche sono simili a quelle della malattia di Behçet. 

## Epidemiologia
La maggior parte dei pazienti sono giovani maschi adulti (20-40 anni). I casi totali diagnosticati sono una trentina.

## Clinica

### Segni e sintomi
I sintomi comuni includono febbre ricorrente e brividi, emottisi e tosse. A questi si uniscono i due segni patognomonici della malattia, ovvero gli aneurismi multipli dell'arteria polmonare e la trombosi venosa profonda.

### Esami di laboratorio e strumentali
I segni radiologici sono simili a quelli della malattia di Behçet.

### Trattamento
Attualmente non esiste un trattamento soddisfacente per questa condizione.  Ciò è in parte dovuto alla sua rarità; l'Orphanet Journal of Rare Diseases afferma che nella letteratura medica inglese sono stati descritti meno di quaranta casi di malattia. La terapia immunosoppressiva è il trattamento più comune, che prevede un mix di glucocorticoidi e ciclofosfamide. Questo è più efficace nelle fasi iniziali e può causare la remissione degli aneurismi, ma è inefficace una volta che la malattia è progredita. Secondo l'Orphanet Journal, vengono utilizzati anche trattamenti, tra cui ventilatore, chirurgia ed embolizzazione arteriosa transcatetere.